# Brodifacoum
Brodifacoum is een krachtig rattengif dat behoort tot de coumarinederivaten en werkt als een anticoagulans. Het is sinds 2000 een van de meest gebruikte pesticiden en wordt vooral ingezet tegen kleine dieren als ratten. In Nieuw-Zeeland wordt het ook gebruikt om de voskoesoe ('possum') te bestrijden.